# Pizzo Trona
Il pizzo Trona è una montagna alta 2.510 m delle Alpi Orobie, situata appena a nord del pizzo dei Tre Signori, in provincia di Sondrio.